# Uhingen
Uhingen är en stad i Landkreis Göppingen i regionen Stuttgart i Regierungsbezirk Stuttgart i förbundslandet Baden-Württemberg i Tyskland. Uhingen, som för första gången nämns i ett dokument från år 1275, har cirka 15 000 invånare. De tidigare kommunerna Adelberg och Baiereck uppgick i Uhingen 1 september 1971 följt av Holzhausen 1 januari 1972 och Sparwiesen 15 mars 1972.
Kommunen ingår i kommunalförbundet Uhingen tillsammans med kommunen Albershausen.

## Administrativ indelning
Uhingen består av tre Stadtteile.
| Baieeck    | - Baiereck   |
| Holzhausen | - Holzhausen |
| Sparwiesen | - Sparwiesen |